# Marianne Bastid-Bruguière
Marianne Bastid-Bruguière (París, 13 de novembre de 1940) és una historiadora i sinòloga francesa. Ha estat directora d'investigació del CNRS i presidenta de l'Acadèmia de Ciències Morals i Polítiques.

## Biografia
Marianne Bastid-Bruguière és la segona filla de Paul Bastid, advocat i polític, i de Suzanne Basdevant, associada de dret i universitat, descendent d'una família protestant. El seu interès per la Xina va néixer durant la seva infància quan un estudiant xinès de la seva mare, especialista en dret internacional, va escriure una tesi sobre la guerra de Corea que la va introduir a la seva civilització.
Va estudiar a l'École normale supérieure de Sèvres, va ser professora associada d'història i geografia i més tard va estudiar a l'Escola Nacional d'Idiomes Orientals Moderns. Va ensenyar a la Universitat de Pequín el 1964 i el 1965, abans d'entrar el 1966 al Centre Nacional d'Investigacions Científiques. El 1968 va defensar una tesi titulada Aspects de la réforme de l'enseignement en Chine au début du XXe siècle : d'après des écrits de Zhang Jian ("Aspectes de la reforma de l'educació a la Xina a principis del segle XX: a partir dels escrits de Zhang Jian"), publicada el 1971. Va ser nomenada directora de recerca al CNRS el 1981 i va dur a terme tota la seva carrera professional en aquesta organització. També ha impartit classes a l'Institut d'Estudis Polítics d'Estrasburg, a la Universitat de París VII i a l'École des Hautes Etudes en Sciences Sociales. Va ser subdirectora de l'École normale supérieure del 1988 al 1993.
Va ser elegida el 12 de novembre de 2001 membre de l'Acadèmia de Ciències Morals i Polítiques en la càtedra de René Pomeau. Va presidir aquesta institució el 2012.

## Publicacions
- Aspects de la réforme de l'enseignement en Chine : d'après les écrits de Zhang Jian, París, La Haye, Mouton, coop. 1971.
- L'Éducation en Chine : tradition et révolution, Ginebra, Centre de documentation et de recherche sur l'Asie, 1973
- L'Évolution de la société chinoise à la fin de la dynastie des Qing : 1873-1911, París, École des hautes études en sciences sociales, 1979
- Réforme politique en Chine, París, La Documentation française, 1988
- L'insécurité routière : les accidents de la route sont-ils une fatalité ?, París, PUF, 2003
- Histoire et archives, París, Société des Amis des Archives de France, 2005
- Une autre émergence ?: Puissance technique et ressorts culturels en Inde et en Chine [directora], París, Hermann, 2014.

## Distincions
- Gran Creu de la Legió d'Honor[4][5]
- Medalla de la Cultura de Taiwan (3 de febrer de 2020)[6]
- Doctora honoris causa per l'Acadèmia Russa de Ciències, la Universitat d'Aberdeen i l'Institut d'Història Moderna de l'Acadèmia Xinesa de Ciències Socials
- Membre honorari de l'Institut d'Història Moderna de l'Acadèmia Xinesa de Ciències Socials
- Membre de la Société asiatique